# НТВ-Плюс Баскетбол
НТВ-Плюс Баскетбол — общероссийский спортивный телеканал сети «НТВ-Плюс» для любителей баскетбола, осуществлявший своё вещание с 5 апреля 2010 по 25 января 2016 года. Начал вещание в результате ребрендинга телеканала «NBA TV». Решение о создании баскетбольного канала на базе NBA TV принято в октябре 2009 года.

## Концепция
В первый год работы сетка вещания данного телеканала в основном была схожей с оригинальным NBA TV, с некоторыми изменениями в виде присутствия передач российского производства и матчей российских клубов в национальном чемпионате и на международной арене. Однако осенью 2011 года телекомпания-владелец канала отказалась продлевать контракт с Национальной баскетбольной ассоциацией, и концепция вещания на «НТВ-Плюс Баскетбол» изменилась. В последнее время в сетке вещания были представлены как исторические баскетбольные трансляции из архива «НТВ-Плюс», так и свежие прямые трансляции с игр Единой лиги ВТБ, Евролиги и Еврокубка, чемпионата Испании, женской Евролиги ФИБА, олимпийского баскетбольного турнира. Неоднократно такая сетка вещания критиковалась в интернете: по мнению критиков, она считалась фактически «полупустой».
После объединения спортивных редакций «НТВ-Плюс» и ВГТРК над телеканалом, чья сетка пополнилась трансляциями, доставшимися от госхолдинга, нависла угроза закрытия. Новое руководство субхолдинга «Матч!» решило не делать ставку на профильные спортивные каналы, и 25 января 2016 года, в день ребрендинга спортивных каналов «НТВ-Плюс», канал «Баскетбол» был закрыт.

## Транслируемые матчи
- Евролига УЛЕБ (до 6 матчей каждого тура, включая все матчи российских клубов)
- Женская Евролига (только матчи российских клубов и «Финал четырёх»)
- Stankovic Cup
- Чемпионаты Европы и Мира среди мужских и женских сборных
- Олимпийские турниры

### Ранее транслировались
- NBA (с сезона 2011/12 матчи не транслировались, в этом же сезоне был показан только матч звёзд)
- WNBA
- Чемпионат России по баскетболу — ПБЛ (от 1 до 3 матчей каждого тура)
- Чемпионат Испании по баскетболу

## Логотип
Телеканал сменил 2 логотип. Последний — 2-й по счёту.
- С 29 октября 2003 по 1 ноября 2007 года под логотипом «НТВ-Плюс» присутствовала надпись «NBA TV». Находился в левом нижнем углу.
- Со 2 ноября 2007 по 5 апреля 2010 года логотип состоял из прямоугольника, который был поделён на две части: левая часть с прозрачным фоном присутствовал зелёный шарик и правая часть с нефритовым фоном — слово «NBA TV» и логотип был полупрозрачным. Находился там же.
- С 5 апреля по 30 декабря 2010 года логотип цветовой гаммой копировал последний логотип НТВ-Плюс NBA TV (в логотипе было заменено только название канала). Он состоял из прямоугольника, который был поделён на две части: в левой части с прозрачным фоном присутствовал зелёный шарик, а в правой части с нефритовым фоном — слово «Баскетбол» и логотип был полупрозрачным. Находился в правом верхнем углу.
- С 5 апреля 2010 по 25 января 2016 года логотип напоминал предыдущий, но меньше по размерам, надпись «Баскетбол» другого шрифта и правая часть прямоугольника сине-зелёного градиентного фона. Находился там же.

Первый логотип телеканала «НТВ Плюс NBA TV» с 29 октября 2003 по 5 апреля 2010 года.
Второй логотип телеканала «НТВ-Плюс Баскетбол» с 5 апреля 2010 по 25 января 2016 года.

## Передачи канала
- «Евролига с Гомельским» (ранее — «Неделя в NBA»)
- «Щит и мяч»
- «Баскетбольные столицы»
- «Высокая Европа»
- «NBA накоротке»
- «Спорный мяч»
- «Хозяйки паркета»

## Комментаторы
- Владимир Гомельский
- Михаил Решетов
- Дмитрий Гараненко
- Андрей Беляев
- Олег Ушаков
- Павел Занозин
- Анатолий Мышкин